# 盧宗濂
盧宗濂（1900年4月9日—1987年3月7日）字具良，遼寧遼陽人。民國37年（1948年）在興安省選區當選第一屆立法委員。

## 生平[1][2][3]
- 奉天公立工業專門學校礦冶系畢業
- 革命實踐研究院第二十三期結業
- 弓長嶺鐵礦公司採礦主任
- 鶴崗煤礦公司工程司
- 雅魯縣教育局局長
- 山西大同雲母公司經理
- 吉林人造石油公司廠務主任
- 經濟部東北區特派員辦公處專員
- 興安省農工運動委員會委員
- 萬國道德總會監事、理事
- 進修委員會主任委員
- 中國佛教會常務監事
- 中國礦冶工程學會常務理事
- 中國易經學會常務理事
- 中國國民黨立法委員黨部第十七屆委員會委員、常務委員
- 民國76年3月7日病逝[4]